# Beire-le-Fort
Beire-le-Fort és un municipi francès, situat al departament de la Costa d'Or i a la regió de Borgonya - Franc Comtat. L'any 2007 tenia 286 habitants.

## Demografia

### Població
El 2007 la població de fet de Beire-le-Fort era de 286 persones. Hi havia 95 famílies, de les quals 16 eren unipersonals (12 homes vivint sols i 4 dones vivint soles), 24 parelles sense fills, 47 parelles amb fills i 8 famílies monoparentals amb fills.
La població ha evolucionat segons el següent gràfic:
Habitants censats

### Habitatges
El 2007 hi havia 103 habitatges, 101 eren l'habitatge principal de la família i 2 estaven desocupats. Tots els 103 habitatges eren cases. Dels 101 habitatges principals, 94 estaven ocupats pels seus propietaris, 6 estaven llogats i ocupats pels llogaters i 1 estava cedit a títol gratuït; 2 tenien dues cambres, 8 en tenien tres, 29 en tenien quatre i 62 en tenien cinc o més. 82 habitatges disposaven pel capbaix d'una plaça de pàrquing. A 36 habitatges hi havia un automòbil i a 56 n'hi havia dos o més.

### Piràmide de població
La piràmide de població per edats i sexe el 2009 era:
| Homes | Edats   | Dones |
| ----- | ------- | ----- |
| 0     | 95 o +  | 0     |
| 0     | 90 a 94 | 0     |
| 1     | 85 a 89 | 4     |
| 1     | 80 a 84 | 0     |
| 2     | 75 a 79 | 2     |
| 3     | 70 a 74 | 3     |
| 6     | 65 a 69 | 8     |
| 5     | 60 a 64 | 3     |
| 5     | 55 a 59 | 6     |
| 8     | 50 a 54 | 9     |
| 6     | 45 a 49 | 6     |
| 9     | 40 a 44 | 7     |
| 9     | 35 a 39 | 7     |
| 11    | 30 a 34 | 20    |
| 12    | 25 a 29 | 11    |
| 3     | 20 a 24 | 2     |
| 7     | 15 a 19 | 8     |
| 7     | 10 a 14 | 9     |
| 12    | 5 a 9   | 15    |
| 9     | 0 a 4   | 15    |

## Economia
El 2007 la població en edat de treballar era de 184 persones, 132 eren actives i 52 eren inactives. De les 132 persones actives 130 estaven ocupades (69 homes i 61 dones) i 2 estaven aturades (1 home i 1 dona). De les 52 persones inactives 15 estaven jubilades, 7 estaven estudiant i 30 estaven classificades com a «altres inactius».

### Ingressos
El 2009 a Beire-le-Fort hi havia 96 unitats fiscals que integraven 256,5 persones, la mediana anual d'ingressos fiscals per persona era de 18.847 €.

### Activitats econòmiques
Els 2 establiments que hi havia el 2007 eren d'empreses de comerç i reparació d'automòbils.

## Equipaments sanitaris i escolars
El 2009 hi havia una escola elemental integrada dins d'un grup escolar amb les comunes properes formant una escola dispersa.

## Poblacions més properes
El següent diagrama mostra les poblacions més properes.